# Lista siturilor arheologice din județul Prahova - C
Lista siturilor arheologice din județul Prahova - C conține toate siturile arheologice din județul Prahova înscrise în Repertoriul Arheologic Național (RAN) și aflate în localități al căror nume începe cu litera C. RAN este administrat de Ministerul Culturii și Patrimoniului Național și cuprinde date științifice, cartografice, topografice, imagini și planuri, precum și orice alte informații privitoare la zonele cu potențial arheologic, studiate sau nu, încă existente sau dispărute.
Puteți căuta un sit din localitățile care încep cu litera C folosind formularul de mai jos sau puteți naviga prin toate siturile din județ la Lista siturilor arheologice din județul Prahova.
| Cod RAN                                   | Denumire | Localitate                             | Adresă                                   | Datare                                            | Descoperit | Coordonate                                    | Imagine           | Erori            |
| ----------------------------------------- | --- | -------------------------------------- | ---------------------------------------- | ------------------------------------------------- | ---------- | --------------------------------------------- | ----------------- | ---------------- |
| 132468.01.01 (Cod LMI: PH-I-s-B-16160)    | Așezarea Latene de la Călugăreni - La puțul popii / ansamblu anonim (Categorie: locuire civilă) (Tip: Așezare)                                                                                        | sat Călugăreni, comuna Călugăreni      | La puțul popii                           | geto-dacică                                       |            | 45°04′12″N 26°21′32″E / 45.07003°N 26.35896°E | Încărcați imagine | Raportați eroare |
| 132510.01.01 (Cod LMI: PH-I-m-B-16161.02) | Situl arheologic de la Ceptura de Jos - "Sub arie" / ansamblu anonim (Categorie: locuire civilă) (Tip: Așezare)                                                                                       | comuna Ceptura de Jos                  | Sub arie                                 |                                                   |            | 45°00′33″N 26°20′37″E / 45.00907°N 26.34368°E | Încărcați imagine | Raportați eroare |
| 132510.01.02 (Cod LMI: PH-I-m-B-16161.01) | Situl arheologic de la Ceptura de Jos - "Sub arie" / ansamblu anonim (Categorie: locuire civilă) (Tip: Așezare)                                                                                       | comuna Ceptura de Jos                  | Sub arie                                 | geto-dacică                                       |            | 45°00′33″N 26°20′37″E / 45.00907°N 26.34368°E | Încărcați imagine | Raportați eroare |
| 132538.01.01 (Cod LMI: PH-I-s-B-16162)    | Așezarea neolitică de la Ceptura de Sus - "Vârful Râpei" / ansamblu anonim (Categorie: locuire civilă) (Tip: Așezare)                                                                                 | sat Ceptura de Sus, comuna Ceptura     | Vârful Râpei                             | Starčevo - Criș                                   |            | 45°02′29″N 26°18′49″E / 45.04139°N 26.31361°E | Încărcați imagine | Raportați eroare |
| 132538.02.01                              | Situl arheologic de la Ceptura de Sus - "Locul lui Dăncescu" / ansamblu anonim (Categorie: locuire civilă) (Tip: Așezare)                                                                             | sat Ceptura de Sus, comuna Ceptura     | Locul lui Dăncescu                       | geto-dacică                                       |            | 45°02′11″N 26°19′33″E / 45.03639°N 26.32583°E | Încărcați imagine | Raportați eroare |
| 132538.02.02                              | Situl arheologic de la Ceptura de Sus - "Locul lui Dăncescu" / ansamblu anonim (Categorie: locuire civilă) (Tip: necropola)                                                                           | sat Ceptura de Sus, comuna Ceptura     | Locul lui Dăncescu                       | sec. V - VII                                      |            | 45°02′11″N 26°19′33″E / 45.03639°N 26.32583°E | Încărcați imagine | Raportați eroare |
| 132538.02.03                              | Situl arheologic de la Ceptura de Sus - "Locul lui Dăncescu" / ansamblu anonim (Categorie: locuire civilă) (Tip: necropola)                                                                           | sat Ceptura de Sus, comuna Ceptura     | Locul lui Dăncescu                       | sec. XVI                                          |            | 45°02′11″N 26°19′33″E / 45.03639°N 26.32583°E | Încărcați imagine | Raportați eroare |
| 133811.01.01 (Cod LMI: PH-I-s-B-16165)    | Așezarea Monteoru de la Cernești - La Cetățuie / ansamblu anonim (Categorie: locuire civilă) (Tip: așezare fortificată)                                                                               | sat Cernești, comuna Izvoarele         | La Cetățuie                              | Monteoru                                          |            | 45°15′42″N 26°02′44″E / 45.26167°N 26.04556°E | Încărcați imagine | Raportați eroare |
| 132654.01.01 (Cod LMI: PH-I-s-B-16166)    | Așezarea hallstattiană de la Chiojdeanca / ansamblu anonim (Categorie: locuire civilă) (Tip: Așezare)                                                                                                 | sat Chiojdeanca, comuna Chiojdeanca    |                                          |                                                   | 1961       | 45°09′29″N 26°16′15″E / 45.15793°N 26.27091°E | Încărcați imagine | Raportați eroare |
| 132654.02.01 (Cod LMI: PH-I-s-B-16167)    | Așezarea medievală de la Chiojdeanca - "Magazia lui Nicu Savu" / ansamblu anonim (Categorie: locuire civilă) (Tip: Așezare)                                                                           | sat Chiojdeanca, comuna Chiojdeanca    | Magazia lui Nicu Savu                    | sec. XII - XV                                     | 1961       | 45°09′02″N 26°15′57″E / 45.1506°N 26.26576°E  | Încărcați imagine | Raportați eroare |
| 130810.01.01 (Cod LMI: PH-I-m-B-16168.03) | Situl arheologic de la Chițorani - "Ferma 11" / ansamblu anonim (Categorie: locuire civilă) (Tip: Așezare)                                                                                            | sat Chițorani, comuna Bucov            | Ferma 11                                 |                                                   |            | 44°58′50″N 26°06′23″E / 44.98056°N 26.10639°E | Încărcați imagine | Raportați eroare |
| 130810.01.02 (Cod LMI: PH-I-m-B-16168.02) | Situl arheologic de la Chițorani - "Ferma 11" / ansamblu anonim (Categorie: locuire civilă) (Tip: Așezare)                                                                                            | sat Chițorani, comuna Bucov            | Ferma 11                                 | geto-dacică                                       |            | 44°58′50″N 26°06′23″E / 44.98056°N 26.10639°E | Încărcați imagine | Raportați eroare |
| 130810.01.03 (Cod LMI: PH-I-m-B-16168.01) | Situl arheologic de la Chițorani - "Ferma 11" / ansamblu anonim (Categorie: locuire civilă) (Tip: Așezare)                                                                                            | sat Chițorani, comuna Bucov            | Ferma 11                                 | sec. V - VII                                      |            | 44°58′50″N 26°06′23″E / 44.98056°N 26.10639°E | Încărcați imagine | Raportați eroare |
| 132707.01.01 (Cod LMI: PH-I-m-B-16169.06) | Situl arheologic de la Cioranii de Sus - "Movila Dărâmată" / ansamblu anonim (Categorie: locuire civilă) (Tip: Așezare)                                                                               | sat Cioranii de Sus, comuna Ciorani    | Movila Dărâmată                          | Boian                                             |            | 44°50′51″N 26°23′24″E / 44.8475°N 26.39°E     | Încărcați imagine | Raportați eroare |
| 132707.01.02 (Cod LMI: PH-I-m-B-16169.05) | Situl arheologic de la Cioranii de Sus - "Movila Dărâmată" / ansamblu anonim (Categorie: locuire civilă) (Tip: Așezare)                                                                               | sat Cioranii de Sus, comuna Ciorani    | Movila Dărâmată                          | Gumelnița                                         |            | 44°50′51″N 26°23′24″E / 44.8475°N 26.39°E     | Încărcați imagine | Raportați eroare |
| 132707.01.03 (Cod LMI: PH-I-m-B-16169.04) | Situl arheologic de la Cioranii de Sus - "Movila Dărâmată" / ansamblu anonim (Categorie: locuire civilă) (Tip: Așezare)                                                                               | sat Cioranii de Sus, comuna Ciorani    | Movila Dărâmată                          |                                                   |            | 44°50′51″N 26°23′24″E / 44.8475°N 26.39°E     | Încărcați imagine | Raportați eroare |
| 132707.01.04 (Cod LMI: PH-I-m-B-16169.03) | Situl arheologic de la Cioranii de Sus - "Movila Dărâmată" / ansamblu anonim (Categorie: locuire civilă) (Tip: Așezare)                                                                               | sat Cioranii de Sus, comuna Ciorani    | Movila Dărâmată                          | sec. III - IV                                     |            | 44°50′51″N 26°23′24″E / 44.8475°N 26.39°E     | Încărcați imagine | Raportați eroare |
| 132707.01.05 (Cod LMI: PH-I-m-B-16169.02) | Situl arheologic de la Cioranii de Sus - "Movila Dărâmată" / ansamblu anonim (Categorie: locuire civilă) (Tip: Așezare)                                                                               | sat Cioranii de Sus, comuna Ciorani    | Movila Dărâmată                          | sec. V - VII                                      |            | 44°50′51″N 26°23′24″E / 44.8475°N 26.39°E     | Încărcați imagine | Raportați eroare |
| 132707.01.06 (Cod LMI: PH-I-m-B-16169.01) | Situl arheologic de la Cioranii de Sus - "Movila Dărâmată" / ansamblu anonim (Categorie: locuire civilă) (Tip: Așezare)                                                                               | sat Cioranii de Sus, comuna Ciorani    | Movila Dărâmată                          | sec. VIII - X                                     |            | 44°50′51″N 26°23′24″E / 44.8475°N 26.39°E     | Încărcați imagine | Raportați eroare |
| 132182.01.01 (Cod LMI: PH-I-m-B-16170.02) | Situl arheologic de la Cireșanu - "La Grajduri" / ansamblu anonim (Categorie: locuire) (Tip: Așezare)                                                                                                 | sat Cireșanu, comuna Baba Ana          | La Grajduri                              | Ipotești - Cândești sec. IV-V                     |            | 44°58′34″N 26°30′08″E / 44.97611°N 26.50222°E | Încărcați imagine | Raportați eroare |
| 132182.01.02 (Cod LMI: PH-I-m-B-16170.01) | Situl arheologic de la Cireșanu - "La Grajduri" / ansamblu anonim (Categorie: locuire) (Tip: Necropolă)                                                                                               | sat Cireșanu, comuna Baba Ana          | La Grajduri                              |                                                   |            | 44°58′34″N 26°30′08″E / 44.97611°N 26.50222°E | Încărcați imagine | Raportați eroare |
| 132182.02.01 (Cod LMI: PH-I-s-B-16171)    | Așezarea din epoca migrațiilor de la Cireșanu - "Eforie" / ansamblu anonim (Categorie: locuire civilă) (Tip: Așezare)                                                                                 | sat Cireșanu, comuna Baba Ana          | Eforie                                   | sec. IV - V                                       |            | 44°58′48″N 26°30′14″E / 44.98°N 26.50389°E    | Încărcați imagine | Raportați eroare |
| 134238.01.01 (Cod LMI: PH-I-s-B-16172)    | Cetatea Latene de la Coada Izvorului - "La Grădiște" / ansamblu anonim (Categorie: locuire civilă) (Tip: Cetate)                                                                                      | sat Coada Izvorului, comuna Mănești    | La Grădiște                              | geto-dacică                                       |            |                                               | Încărcați imagine | Raportați eroare |
| 131265.05.01                              | Ansamblul de arhitectură medievală - Colegiul Național "Nicolae Grigorescu" / ansamblu pivniță (Categorie: construcție) (Tip: Pivniță)                                                                | municipiul Câmpina                     | Colegiul Național Nicolae Grigorescu     | sec. XVI - XVIII                                  |            |                                               | Încărcați imagine | Raportați eroare |
| 131265.05.01                              | Ansamblul de arhitectură medievală - Colegiul Național "Nicolae Grigorescu" / ansamblu pivniță / complex Pivnița 1 (Categorie: construcție) (Tip: pivniță)                                            | municipiul Câmpina                     | Colegiul Național Nicolae Grigorescu     |                                                   |            |                                               | Încărcați imagine | Raportați eroare |
| 131265.05.01                              | Ansamblul de arhitectură medievală - Colegiul Național "Nicolae Grigorescu" / ansamblu pivniță / complex Pivnița 2 (Categorie: construcție) (Tip: pivniță)                                            | municipiul Câmpina                     | Colegiul Național Nicolae Grigorescu     |                                                   |            |                                               | Încărcați imagine | Raportați eroare |
| 131265.05.02                              | Ansamblul de arhitectură medievală - Colegiul Național "Nicolae Grigorescu" / ansamblu Școala Domnească de limba greacă (Categorie: construcție) (Tip: Construcție)                                   | municipiul Câmpina                     | Colegiul Național Nicolae Grigorescu     | sec. XVII - XVIII                                 |            |                                               | Încărcați imagine | Raportați eroare |
| 131265.05.03                              | Ansamblul de arhitectură medievală - Colegiul Național "Nicolae Grigorescu" / ansamblu Biserica din str. Mihai Eminescu (Categorie: construcție) (Tip: biserică parohială)                            | municipiul Câmpina                     | Colegiul Național Nicolae Grigorescu     | începutul sec. XIX                                |            |                                               | Încărcați imagine | Raportați eroare |
| 131265.05.03                              | Ansamblul de arhitectură medievală - Colegiul Național "Nicolae Grigorescu" / ansamblu Biserica din str. Mihai Eminescu / complex mormânt 1 (M1) (Categorie: construcție) (Tip: mormânt de inhumație) | municipiul Câmpina                     | Colegiul Național Nicolae Grigorescu     | sfârșitul sec. XIX - începutul sec. XX            |            |                                               | Încărcați imagine | Raportați eroare |
| 131265.05.03                              | Ansamblul de arhitectură medievală - Colegiul Național "Nicolae Grigorescu" / ansamblu Biserica din str. Mihai Eminescu / complex mormânt 2 (M2) (Categorie: construcție) (Tip: mormânt de inhumație) | municipiul Câmpina                     | Colegiul Național Nicolae Grigorescu     | sfârșitul sec. XIX - începutul sec. XX            |            |                                               | Încărcați imagine | Raportați eroare |
| 131265.06.02 (Cod LMI: PH-II-m-B-16398)   | Biserica "Sf. Nicolae" a fostului Schit Slobozia de la Câmpina / ansamblu Biserica "Sf. Nicolae" a fostului Schit Slobozia (Categorie: structură de cult/religioasă) (Tip: Biserică)                  | municipiul Câmpina                     | str. Nucilor 9, cod 105600               | 1714, 1858 reconstruită, 1915 renovată            |            | 45°06′36″N 25°45′07″E / 45.11011°N 25.7519°E  | Încărcați imagine | Raportați eroare |
| 131265.06.01 (Cod LMI: PH-II-m-B-16398)   | Biserica "Sf. Nicolae" a fostului Schit Slobozia de la Câmpina / ansamblu anonim (Categorie: structură de cult/religioasă) (Tip: Necropolă)                                                           | municipiul Câmpina                     | str. Nucilor 9, cod 105600               | Tei, Monteoru, Noua                               |            | 45°06′36″N 25°45′07″E / 45.11011°N 25.7519°E  | Încărcați imagine | Raportați eroare |
| 131265.02 (Cod LMI: PH-II-m-B-16390)      | Beciurile unei foste prăvălii cu locuință de factură sătească de la Câmpina / ansamblu anonim (Categorie: construcție)                                                                                | municipiul Câmpina                     | Bd. Carol I 71 - A                       |                                                   |            | 45°07′46″N 25°43′59″E / 45.12944°N 25.73306°E | Încărcați imagine | Raportați eroare |
| 131265.01 (Cod LMI: PH-II-m-B-16400)      | Școala domnească de la Câmpina / ansamblu anonim (Categorie: construcție) | municipiul Câmpina                     | Calea Doftanei, nr. 4                    |                                                   |            | 45°07′33″N 22°44′08″E / 45.12583°N 22.73556°E | Încărcați imagine | Raportați eroare |
| 131265.04.01                              | Hanul și vama medievală de la Câmpina-Odor / ansamblu anonim (Categorie: construcție) (Tip: Han) | municipiul Câmpina                     | Odor                                     |                                                   |            |                                               | Încărcați imagine | Raportați eroare |
| 131265.04.02                              | Hanul și vama medievală de la Câmpina-Odor / ansamblu anonim (Categorie: construcție) (Tip: Vamă) | municipiul Câmpina                     | Odor                                     |                                                   |            |                                               | Încărcați imagine | Raportați eroare |
| 132690.01                                 | Situl arheologic de la Cioranii de Jos - Movila Orboiești / ansamblu anonim (Categorie: descoperire funerară) (Tip: tumul)                                                                            | sat Cioranii de Jos, comuna Ciorani    | Movila Orboiești, punct Movila Orboiești |                                                   | 1966       | 44°47′45″N 26°25′52″E / 44.79583°N 26.43111°E | Încărcați imagine | Raportați eroare |
| 132690.02.01                              | Situl arheologic de la Cioranii de Jos / ansamblu anonim (Categorie: locuire) (Tip: așezare) | sat Cioranii de Jos, comuna Ciorani    |                                          |                                                   | 2002       | 44°48′22″N 26°25′32″E / 44.80611°N 26.42556°E | Încărcați imagine | Raportați eroare |
| 132690.02.2                               | Situl arheologic de la Cioranii de Jos / ansamblu anonim (Categorie: locuire) (Tip: așezare) | sat Cioranii de Jos, comuna Ciorani    |                                          | Sântana de Mureș - Cerneahov sec. III - IV d. Ch. | 2002       | 44°48′22″N 26°25′32″E / 44.80611°N 26.42556°E | Încărcați imagine | Raportați eroare |
| 132690.02.03                              | Situl arheologic de la Cioranii de Jos / ansamblu anonim (Categorie: locuire) (Tip: așezare) | sat Cioranii de Jos, comuna Ciorani    |                                          | Dridu                                             | 2002       | 44°48′22″N 26°25′32″E / 44.80611°N 26.42556°E | Încărcați imagine | Raportați eroare |
| 132690.02.04                              | Situl arheologic de la Cioranii de Jos / ansamblu anonim (Categorie: locuire) (Tip: așezare) | sat Cioranii de Jos, comuna Ciorani    |                                          | sec. XV - XVII                                    | 2002       | 44°48′22″N 26°25′32″E / 44.80611°N 26.42556°E | Încărcați imagine | Raportați eroare |
| 132690.03.01                              | Tumulul de la Cioranii de Jos - La tufă / ansamblu anonim (Categorie: descoperire funerară) (Tip: Tumul)                                                                                              | sat Cioranii de Jos, comuna Ciorani    | La Tufă                                  |                                                   | 2009       | 44°50′37″N 26°27′24″E / 44.84361°N 26.45667°E | Încărcați imagine | Raportați eroare |
| 132510.02                                 | Tumulul de la Ceptura de Jos (Categorie: descoperire funerară) (Tip: tumul) | comuna Ceptura de Jos                  | La sud de DN 1B                          |                                                   | 2010       | 44°59′05″N 26°21′52″E / 44.98462°N 26.36456°E | Încărcați imagine | Raportați eroare |
| 132690.04.01                              | Așezarea Sântana de Mureș de la Cioranii de Jos / ansamblu anonim (Categorie: locuire) (Tip: așezare)                                                                                                 | sat Cioranii de Jos, comuna Ciorani    |                                          | Sântana de Mureș - Cerneahov sec. III - IV        | 2010       | 44°48′36″N 26°25′22″E / 44.81009°N 26.42282°E | Încărcați imagine | Raportați eroare |
| 132707.02.01                              | Tumulul de la Ciorani / ansamblu anonim (Categorie: descoperire funerară) (Tip: Tumul) | sat Cioranii de Sus, comuna Ciorani    | La câmp                                  |                                                   | 2010       | 44°51′52″N 26°24′13″E / 44.86441°N 26.40361°E | Încărcați imagine | Raportați eroare |
| 134078.01.01                              | Biserica și necropola de la Cocorăștii Capli - La Biserică / ansamblu anonim (Categorie: structură de cult/religioasă) (Tip: Biserică)                                                                | sat Cocorăștii Caplii, comuna Măgureni | La Biserică                              | sec. XVIII                                        | 2011       | 45°04′13″N 25°45′58″E / 45.07028°N 25.76611°E | Încărcați imagine | Raportați eroare |
| 134078.01.02                              | Biserica și necropola de la Cocorăștii Capli - La Biserică / ansamblu anonim (Categorie: structură de cult/religioasă) (Tip: Necropolă)                                                               | sat Cocorăștii Caplii, comuna Măgureni | La Biserică                              | sec. XVIII-XIX                                    | 2011       | 45°04′13″N 25°45′58″E / 45.07028°N 25.76611°E | Încărcați imagine | Raportați eroare |
| 134238.02.01                              | Tumulul de la Coada Izvorului, comuna Mănești / ansamblu anonim (Categorie: descoperire funerară) (Tip: Tumul)                                                                                        | sat Coada Izvorului, comuna Mănești    |                                          |                                                   |            | 44°51′41″N 25°49′43″E / 44.86139°N 25.82861°E | Încărcați imagine | Raportați eroare |